# Улица Карла Маркса (Иркутск)
Улица Ка́рла Ма́ркса (бывшая Больша́я, Больша́я Першпекти́ва, Больша́я Першпекти́вная) — улица в Правобережном округе города Иркутска, одна из двух главных и одна из старейших улиц города.

## География улицы
Длина — 2533 м. Расположена в историческом центре между параллельными ей улицами Горького и Дзержинского. Идёт с юго-запада на северо-восток от бульвара Гагарина до пересечения с улицей Октябрьской Революции.

## История улицы
В 1726 году по указанию Саввы Рагузинского посад в Иркутске был обнесён валом с палисадом и рвом, которые тянулись от протоки реки Ангары до реки Ушаковки. К 1760 году палисад обветшал, ров частично осыпался. По решению магистрата остатки укреплений были уничтожены, на их месте была проложена новая улица, которая получила название — Большая Першпективная, в просторечии — Большая. 
Текущее наименование улица носит с 1920 года. 
В 2009 году на улице Карла Маркса появились аншлаги с её историческим названием.
23 апреля 2013 года прошла научно-практическая конференция «Улица Большая в лицах и событиях», посвящённая истории улицы. Вторая конференция запланирована на апрель 2014 года.
24 ноября 2013 года по улице Карла Маркса прошла эстафета Олимпийского огня.
В 2013 году состоялась презентация проекта озеленения улицы Карла Маркса.
В 2018 году на улице Карла Маркса в рамках акции «Мой зелёный город» было высажено около 150 крупномерных саженцев: белый тополь, ясень, черемуха Маака, крупнолистный вяз, липа и ель.

## Здания и сооружения

### Нечётная сторона
- № 1 — Корпус Иркутского государственного университета
- № 7 — Управление Восточно-Сибирской железной дороги
- № 11 — Отдел природы Иркутского областного краеведческого музея
- № 15 — Кинотеатр «Второй этаж»
- № 23 — Филиал Иркутского областного художественного музея
- Бюст Ленина
- № 47 — Дом офицеров (архитектор — Кудельский В. А.)

### Чётная сторона
№ 2, 2а — Ансамбль построек музея Восточно-Сибирского отдела Императорского русского географического общества
Возведён в 1882—1891 годах в мавританском стиле по проекту архитектора Г. В. Розена взамен здания, погибшего в пожаре 1879 года вместе с музейной коллекцией (здание располагалось на Тихвинской площади).
Комплекс включает в себя главный корпус, корпус консерватора музея и ограду с воротами. На фризе главного корпуса при постройке здания в 1883 году увековечены фамилии исследователей Сибири, Дальнего Востока и Арктики, членов Русского географического общества: Беринга, Врангеля, Георги, Гмелина, Крашенинникова, Маака, Мессершмидта, Миллера, Палласа, Стеллера. В 1892 году добавлены фамилии Гумбольдта, Ледебура, Максимовича, Миддендорфа, Норденшельда, Пржевальского, Турчанинова, Черского. В 2007 году добавлена фамилия Колчака.
Коллекция музея пополнялась как этнографическими экспедициями по азиатской части России, так и зарубежными. В 1920 году музей ВСОРГО был национализирован и перешёл в собственность государства. В советский период в музее работали М. М. Герасимов, А. П. Окладников и другие. За время эксплуатации здание не претерпело значительных перестроек и перепланировок. В настоящее время здесь размещается отдел истории Иркутского областного краеведческого музея.
№ 10 — Дом гражданского инженера В. А. Рассушина
Построен в 1902 году городским архитектором В. А. Рассушиным по собственному проекту. Представляет собой двухэтажное деревянное здание с пристроенной к нему в 1906 году кирпичной мастерской архитектора. На основном фасаде помещаются два тамбура с парадными входами и балкон с кованным металлическим ограждением. На крыше основного здания расположены восьмигранные купола с фигурными шпилями и флюгерами. Семья Рассушиных проживала в этом особняке до 1920 года. С 1963 года в здании размещается фармацевтический факультет Иркутского государственного медицинского университета.
- Памятник Николаю Салацкому (2019 г., район дома № 10)[13].

№ 14 — Здание городского драматического театра
Иркутский академический драматический театр имени Н. П. Охлопкова. Здание построено в 1894—1897 годах по проекту петербургского архитектора В. А. Шрётера на месте сгоревшего деревянного театра. Строительство велось на пожертвования горожан. Передний объём здания с вестибюлем украшен четырёхколонным портиком и свершён корытообразным куполом. Зрительный зал имеет четырёхъярусную структуру, отличается богатым убранством, окружён коридором с кольцом различных фойе и лестниц. Многоцветная окраска здания придаёт ему ощущение праздничности.
C Иркутским театром связаны имена К. А. Зубова, Л. И. Гайдая, А. В. Вампилова, В. К. Венгера и других. 2 ноября 1967 года Постановлением Совета Министров РСФСР театру было присвоено имя выдающегося советского режиссёра Н. П. Охлопкова, чья театральная деятельность началась на иркутской сцене. В 1997—1999 годах произведена масштабная реконструкция театра, открыта новая камерная сцена. В 1999 году театру присвоено звание академического.
- Памятник Вампилову
- Памятник Ленину

№ 24 — Кинотеатр «Художественный»
№ 28 — Иркутский музыкальный колледж

## Общественный транспорт
Улица Карла Маркса является центральной транспортной артерией города, по ней осуществляют движение автобусы и маршрутные такси.

## Отражение в искусстве
- Улица запечатлена на картинах художника Владимира Кузьмина.